# Lijst van gemeentelijke monumenten in Delfshaven
Het stadsdeel Delfshaven kent 86 gemeentelijke monumenten:
| Object                                                                              | Bouwjaar           | Architect                           | Locatie                                                                                        | Coördinaten                   | Nr.               | Afbeelding                                                                          |
| ----------------------------------------------------------------------------------- | ------------------ | ----------------------------------- | ---------------------------------------------------------------------------------------------- | ----------------------------- | ----------------- | ----------------------------------------------------------------------------------- |
| Voormalige buitenhuis in Schoonderloo                                               | 1851               |                                     | 2e IJzerstraat 2-6                                                                             |                               | 0599/(nieuw 2021) | Voormalige buitenhuis in Schoonderloo                                               |
|                                                                                     |                    |                                     | 1e Middellandstraat 115-117                                                                    | 51° 55' 8" NB, 4° 27' 35" OL  | 0599/E-345        |                                                                                     |
| Voormalige korenbranderij De Passer                                                 | 1862               |                                     | Achterhaven 9                                                                                  |                               | 0599/(nieuw 2021) | Voormalige korenbranderij De Passer                                                 |
| Voormalig Machinefabriek Cupedo                                                     | 1919               |                                     | Aelbrechtskolk 45                                                                              |                               | 0599/(nieuw 2021) | Voormalig Machinefabriek Cupedo                                                     |
| Winkel met bovenwoning                                                              | 1886               |                                     | Aelbrechtskolk 55                                                                              |                               | 0599/(nieuw 2021) | Winkel met bovenwoning                                                              |
| Nasr Moskee, voormalige NH Mathenesserkerk in kubistisch expressionisme stijl       | circa 1925-1930    |                                     | Allard Piersonstraat 40                                                                        | 51° 55' 5" NB, 4° 26' 44" OL  | 0599/E-346        | Nasr Moskee, voormalige NH Mathenesserkerk in kubistisch expressionisme stijl       |
| Politiebureau Marconiplein                                                          |                    |                                     | Allegonda M. Gremmerstraat 1                                                                   | 51° 54' 43" NB, 4° 26' 5" OL  | 0599/E-347        | Politiebureau Marconiplein                                                          |
| Thomsen's Havenbedrijf, Thomsen's Havenkantoor                                      | 1946-1948          | Broek, J.H. van den; Brinkman, J.A. | Benjamin Franklinstraat 501-515                                                                | 51° 54' 24" NB, 4° 25' 54" OL | 0599/E-283        | Thomsen's Havenbedrijf, Thomsen's Havenkantoor                                      |
|                                                                                     |                    |                                     | Beukelsdijk 72-80 Heemraadssingel 79-85                                                        | 51° 55' 16" NB, 4° 27' 18" OL | 0599/E-286        |                                                                                     |
| Woonhuizen in Overgangsstijl stijl                                                  | circa 1915         |                                     | Beukelsdijk 101-105                                                                            | 51° 55' 18" NB, 4° 27' 25" OL | 0599/E-348        | Woonhuizen in Overgangsstijl stijl                                                  |
| St. Willibrordkerk in Nieuwe Zakelijkheid; Expressionisme stijl                     | circa 1930         | Buskens,P.G.                        | Beukelsdijk 177-179                                                                            | 51° 55' 13" NB, 4° 27' 0" OL  | 0599/C-349        | Meer afbeeldingen                                                                   |
| H.J. van Wijlenschool voor protestant Chr. basisond.                                |                    |                                     | Buitenhofstraat 145-175                                                                        | 51° 55' 14" NB, 4° 26' 44" OL | 0599/E-350        | H.J. van Wijlenschool voor protestant Chr. basisond.                                |
| Openbare basisschool de Heemraad in Neorenaissance; Jugendstil stijl                | circa 1900         |                                     | C.P.Tielestraat 12                                                                             | 51° 54' 51" NB, 4° 27' 13" OL | 0599/E-351        | Openbare basisschool de Heemraad in Neorenaissance; Jugendstil stijl                |
| De Merkez moskee, voormalige Gereformeerde kerk in Eclectisch stijl                 | circa 1885         | Huibertus Bonda                     | Duyststraat 26 Passerelstraat 46                                                               | 51° 54' 37" NB, 4° 27' 9" OL  | 0599/C-352        | De Merkez moskee, voormalige Gereformeerde kerk in Eclectisch stijl                 |
| Elektriciteitsfabriek                                                               | 1929               |                                     | Galileistraat 15                                                                               |                               | 0599/(nieuw 2021) | Elektriciteitsfabriek                                                               |
| Lage Erfbrug                                                                        |                    |                                     | Havenstraat 6                                                                                  | 51° 54' 35" NB, 4° 26' 58" OL | 0599/E-353        | Lage Erfbrug                                                                        |
| Café De Oude Sluis in Neorenaissance stijl                                          | 1912               |                                     | Havenstraat 7                                                                                  | 51° 54' 34" NB, 4° 26' 56" OL | 0599/E-387        | Café De Oude Sluis in Neorenaissance stijl                                          |
| Winkel-woonhuis                                                                     | 1890 (oudere kern) |                                     | Havenstraat 29                                                                                 |                               | 0599/(nieuw 2021) | Winkel-woonhuis                                                                     |
| Woonhuis                                                                            | 1886               |                                     | Havenstraat 172                                                                                |                               | 0599/(nieuw 2021) | Woonhuis                                                                            |
| De Toekomst                                                                         |                    |                                     | Heemraadssingel 24-30, Frank van Borselenstraat 2-20, Persijnstraat 1-19, Beatrijsstraat 41-43 | 51° 55' 15" NB, 4° 27' 26" OL | 0599/E-295        | De Toekomst                                                                         |
| Herenhuis't Heemraadshuys                                                           | 1910               |                                     | Heemraadssingel 149                                                                            | 51° 55' 6" NB, 4° 27' 16" OL  | 0599/E-288        | Herenhuis't Heemraadshuys                                                           |
|                                                                                     |                    |                                     | Heemraadssingel 161-169                                                                        | 51° 55' 4" NB, 4° 27' 16" OL  | 0599/E-289        |                                                                                     |
| Herenhuis                                                                           | 1908               |                                     | Heemraadssingel 194                                                                            | 51° 54' 54" NB, 4° 27' 22" OL | 0599/E-290        | Herenhuis                                                                           |
| Herenhuis Bella Vista                                                               | 1908               |                                     | Heemraadssingel 196                                                                            | 51° 54' 54" NB, 4° 27' 22" OL | 0599/E-291        | Herenhuis Bella Vista                                                               |
| Herenhuis                                                                           | 1910               |                                     | Heemraadssingel 221                                                                            | 51° 54' 55" NB, 4° 27' 15" OL | 0599/E-292        | Herenhuis                                                                           |
| Herenhuis                                                                           | 1910               |                                     | Heemraadssingel 223                                                                            | 51° 54' 55" NB, 4° 27' 15" OL | 0599/E-293        | Herenhuis                                                                           |
| Ensemble van vijf herenhuizen                                                       | 1904               |                                     | Heemraadssingel 236-244                                                                        | 51° 54' 48" NB, 4° 27' 23" OL | 0599/C-294a       | Ensemble van vijf herenhuizen                                                       |
| Herenhuis                                                                           | 1910               | Gils, Jac. van                      | Heemraadssingel 249                                                                            | 51° 54' 52" NB, 4° 27' 15" OL | 0599/E-296        | Herenhuis                                                                           |
|                                                                                     |                    |                                     | Heemraadssingel 251-253                                                                        | 51° 54' 52" NB, 4° 27' 15" OL | 0599/C-297a       |                                                                                     |
| Rotterdamse Volksuniversiteit Herenhuis                                             | 1902               |                                     | Heemraadssingel 277                                                                            | 51° 54' 42" NB, 4° 27' 20" OL | 0599/E-298        | Rotterdamse Volksuniversiteit Herenhuis                                             |
|                                                                                     |                    |                                     | Heemraadssingel 303-311                                                                        | 51° 54' 39" NB, 4° 27' 21" OL | 0599/C-299        |                                                                                     |
| Herenhuis                                                                           | 1907               |                                     | Heemraadssingel 313                                                                            | 51° 54' 38" NB, 4° 27' 22" OL | 0599/C-299f       | Herenhuis                                                                           |
| Herenhuis                                                                           | 1910               |                                     | Heemraadssingel 319                                                                            | 51° 54' 37" NB, 4° 27' 22" OL | 0599/E-300        | Herenhuis                                                                           |
| Herenhuis                                                                           | 1913               |                                     | Heemraadssingel 323                                                                            | 51° 54' 37" NB, 4° 27' 22" OL | 0599/E301         | Herenhuis                                                                           |
| Schietbaanbrug                                                                      |                    |                                     | Heemraadssingel                                                                                | 51° 54' 55" NB, 4° 27' 21" OL | 0599/C-309a       | Meer afbeeldingen                                                                   |
| Wandelbrug                                                                          |                    |                                     | Heemraadssingel                                                                                | 51° 54' 55" NB, 4° 27' 21" OL | 0599/C-309b       | Meer afbeeldingen                                                                   |
| transformatorhuisje                                                                 |                    |                                     | Heemraadssingel                                                                                | 51° 54' 55" NB, 4° 27' 21" OL | 0599/E-287        | transformatorhuisje                                                                 |
| Christelijke Scholengemeensch. Henegouwerplein in Expressionisme stijl              | 1926               |                                     | Henegouwerplein 14-16                                                                          | 51° 55' 16" NB, 4° 27' 41" OL | 0599/E-355        | Christelijke Scholengemeensch. Henegouwerplein in Expressionisme stijl              |
| Wooncomplex De Vlinder                                                              |                    |                                     | Huygensstraat 1-31, 4-32                                                                       | 51° 55' 5" NB, 4° 26' 4" OL   | 0599/C-356        | Wooncomplex De Vlinder                                                              |
| Emmausschool voor katholiek basisonderwijs                                          | circa 1925         | Buskens,P.G. ?                      | Jagthuisstraat 30                                                                              | 51° 55' 14" NB, 4° 26' 59" OL | 0599/C-349c       | Emmausschool voor katholiek basisonderwijs                                          |
| Gashouder                                                                           | 1950               |                                     | Keileweg                                                                                       |                               | 0599/(nieuw 2021) | Gashouder                                                                           |
| Voormalig fabriek Chefaro                                                           | 1946               |                                     | Keilestraat 3                                                                                  |                               | 0599/(nieuw 2021) | Voormalig fabriek Chefaro                                                           |
| Het Keilepand                                                                       | 1921               |                                     | Keilestraat 9                                                                                  |                               | 0599/(nieuw 2021) | Het Keilepand                                                                       |
| N.V. Hollandsche Kleefmachinefabriek in utilitair/Nieuwe Zakelijkheid stijl         | 1915;1924;1926     |                                     | Keileweg 26-3                                                                                  | 51° 54' 30" NB, 4° 25' 50" OL | 0599/C-388a       | N.V. Hollandsche Kleefmachinefabriek in utilitair/Nieuwe Zakelijkheid stijl         |
| Openbare basisschool De Korf in Kubistisch Expressionsime (Dudok) stijl             | 1926               |                                     | Korfmakersstraat 80                                                                            | 51° 54' 50" NB, 4° 26' 19" OL | 0599/E-357        | Openbare basisschool De Korf in Kubistisch Expressionsime (Dudok) stijl             |
| Woonhuis in Jugendstil stijl                                                        | circa 1900         |                                     | Mathenesserdijk 430                                                                            | 51° 54' 36" NB, 4° 26' 55" OL | 0599/E-359        | Woonhuis in Jugendstil stijl                                                        |
| RK. Scholencomplex Gijsbert Karel van Hogendorp in Traditionalisme stijl            | 1925               | Kropholler,A.J.                     | Mathenesserdijk 455-457                                                                        | 51° 54' 41" NB, 4° 26' 48" OL | 0599/E-360        | RK. Scholencomplex Gijsbert Karel van Hogendorp in Traditionalisme stijl            |
| Woonhuis in Neorenaissance stijl                                                    | 1900               |                                     | Mathenesserdijk 481-483                                                                        | 51° 54' 37" NB, 4° 26' 53" OL | 0599/E-361        | Woonhuis in Neorenaissance stijl                                                    |
| Mathenesserhof                                                                      |                    |                                     | Mathenesserhof 1                                                                               | 51° 54' 54" NB, 4° 26' 11" OL | 0599/E-362        | Mathenesserhof                                                                      |
| Voormalig schoolgebouw                                                              |                    |                                     | Mathenesserlaan 145                                                                            | 51° 54' 59" NB, 4° 26' 17" OL | 0599/E-275        | Voormalig schoolgebouw                                                              |
| Westerpaviljoen                                                                     | 1895 (ca)          |                                     | Mathenesserlaan 155-157                                                                        | 51° 54' 53" NB, 4° 27' 59" OL | 0599/E-343        | Westerpaviljoen                                                                     |
|                                                                                     |                    |                                     | Mathenesserlaan 205-211, 's-Gravendijkwal 100-104                                              | 51° 54' 55" NB, 4° 27' 48" OL | 0599/E-256        |                                                                                     |
| Woonhuis Buskens                                                                    | 1900-1910          | Buskens, P.G.                       | Mathenesserlaan 262-264                                                                        | 51° 54' 51" NB, 4° 27' 39" OL | 0599/E302         | Woonhuis Buskens                                                                    |
| Dubbel Herenhuis                                                                    | 1904               |                                     | Mathenesserlaan 297-299                                                                        | 51° 54' 52" NB, 4° 27' 31" OL | 0599/E-303        | Dubbel Herenhuis                                                                    |
| Herenhuis                                                                           | 1905               | Anoniem                             | Mathenesserlaan 329, Heemraadssingel 261                                                       | 51° 54' 50" NB, 4° 27' 15" OL | 0599/C-304a       | Herenhuis                                                                           |
|                                                                                     |                    |                                     | Mathenesserlaan 331-335                                                                        | 51° 54' 50" NB, 4° 27' 15" OL | 0599/C-304b       |                                                                                     |
|                                                                                     |                    |                                     | Mathenesserlaan 342-348, Heemraadssingel 234                                                   | 51° 54' 49" NB, 4° 27' 22" OL | 0599/C-294b       |                                                                                     |
| Herenhuis                                                                           | 1916               |                                     | Mathenesserlaan 439                                                                            | 51° 54' 54" NB, 4° 26' 55" OL | 0599/E-305        | Herenhuis                                                                           |
| Herenhuis                                                                           | 1919               | Anoniem                             | Mathenesserlaan 459                                                                            | 51° 54' 56" NB, 4° 26' 53" OL | 0599/E-306        | Herenhuis                                                                           |
|                                                                                     |                    |                                     | Nieuwe Binnenweg 345                                                                           | 51° 54' 45" NB, 4° 27' 24" OL | 0599/E-409        |                                                                                     |
| Café met bovenwoning                                                                | 1897               |                                     | Noordschans 2                                                                                  |                               | 0599/(nieuw 2021) | Café met bovenwoning                                                                |
| Bedrijfsruimte met woningen                                                         | 1880               |                                     | Piet Heynplein 41-45                                                                           |                               | 0599/(nieuw 2021) | Bedrijfsruimte met woningen                                                         |
| St. Mary's Church in traditioneel;Overgangsstijl stijl                              | 1913               | Jan Verheul                         | Pieter de Hoochstraat 4 Pieter de Hoochweg 131                                                 | 51° 54' 20" NB, 4° 27' 34" OL | 0599/C-393        | Meer afbeeldingen                                                                   |
| Voormalig herenhuis ‘Batavierenhuis’                                                | 1922               |                                     | Pieter de Hoochweg 108                                                                         |                               | 0599/(nieuw 2021) | Voormalig herenhuis ‘Batavierenhuis’                                                |
| Mission to Seamen Institute (Zeemansinstituut) in traditioneel;Overgangsstijl stijl | 1913               | Jan Verheul                         | Pieter de Hoochweg 133 Westzeedijk 441-455                                                     | 51° 54' 20" NB, 4° 27' 34" OL | 0599/C-393        | Mission to Seamen Institute (Zeemansinstituut) in traditioneel;Overgangsstijl stijl |
| Seinwachterswoning Station Beukelsdijk                                              |                    |                                     | RFC-weg 164-165                                                                                | 51° 55' 20" NB, 4° 26' 31" OL | 0599/C-374b       | Seinwachterswoning Station Beukelsdijk                                              |
| Stationsgebouw Halte Beukelsdijk                                                    |                    |                                     | RFC-weg 173,174-176                                                                            | 51° 55' 20" NB, 4° 26' 37" OL | 0599/C-374a       | Stationsgebouw Halte Beukelsdijk                                                    |
| Seinwachterswoning Halte Beukelsdijk                                                |                    |                                     | RFC-weg 177-178                                                                                | 51° 55' 21" NB, 4° 26' 40" OL | 0599/C-374c       | Seinwachterswoning Halte Beukelsdijk                                                |
| Woonhuizen/horeca in Neorenaissance stijl                                           | circa 1912         |                                     | Schiedamseweg 1-3                                                                              | 51° 54' 36" NB, 4° 26' 54" OL | 0599/E-363        | Woonhuizen/horeca in Neorenaissance stijl                                           |
| Woonhuizen met winkels in Neorenaissance stijl                                      | circa 1910-1915    |                                     | Schiedamseweg 5-13                                                                             | 51° 54' 36" NB, 4° 26' 54" OL | 0599/C-366        | Woonhuizen met winkels in Neorenaissance stijl                                      |
| Prinses theater                                                                     |                    |                                     | Schiedamseweg 19                                                                               | 51° 54' 46" NB, 4° 26' 1" OL  | 0599/E-364        | Prinses theater                                                                     |
| Woonhuizen; winkels in Neorenaissance stijl                                         | 1910-1915          |                                     | Schiedamseweg 36-48                                                                            | 51° 54' 35" NB, 4° 26' 48" OL | 0599/E-365        | Woonhuizen; winkels in Neorenaissance stijl                                         |
| Poortgebouw Müller-Thomsen                                                          |                    |                                     | Schiehaven 13                                                                                  | 51° 54' 11" NB, 4° 27' 13" OL | 0599/E-397        | Poortgebouw Müller-Thomsen                                                          |
| Middelland College                                                                  |                    |                                     | Schietbaanlaan 118                                                                             | 51° 54' 56" NB, 4° 27' 25" OL | 0599/E-367        | Middelland College                                                                  |
| Woonhuis; hotel (?) in Jugendstil stijl                                             | 1907               |                                     | 's-Gravendijkwal 7                                                                             | 51° 55' 6" NB, 4° 27' 46" OL  | 0599/E-368        | Woonhuis; hotel (?) in Jugendstil stijl                                             |
| Gymnastiek- Bewaarschool in Jugendstil stijl                                        | 1907               |                                     | 's-Gravendijkwal 73                                                                            | 51° 54' 57" NB, 4° 27' 45" OL | 0599/E-369        | Gymnastiek- Bewaarschool in Jugendstil stijl                                        |
| Woonhuizen in Neorenaissance;Jugendstil stijl                                       | circa 1905         |                                     | 's-Gravendijkwal 85-87                                                                         | 51° 54' 55" NB, 4° 27' 46" OL | 0599/E-410        | Woonhuizen in Neorenaissance;Jugendstil stijl                                       |
| Voormalig kantoor Blaauwhoedenveem en Pakhuis De Herder                             | 1941               |                                     | Sint Jobsweg 30                                                                                |                               | 0599/(nieuw 2021) | Voormalig kantoor Blaauwhoedenveem en Pakhuis De Herder                             |
| RVS-flat, woongebouw voor alleenwonenden en onvolledige gezinnen                    | 1945-1958          | W.C.M. Jansen                       | Suze Groeneweglaan 13-331                                                                      | 51° 55' 18" NB, 4° 27' 22" OL | 0599/E-371        | RVS-flat, woongebouw voor alleenwonenden en onvolledige gezinnen                    |
| Oranje Nassauschool voor Chr Basisonderwijs in Expressionisme stijl                 | circa 1915-1920    |                                     | Velsenluststraat 7-11                                                                          | 51° 55' 20" NB, 4° 27' 34" OL | 0599/E-372        | Oranje Nassauschool voor Chr Basisonderwijs in Expressionisme stijl                 |
| Onderverdeelstation                                                                 | 1930               |                                     | Vierhavensstraat 68                                                                            |                               | 0599/(nieuw 2021) | Onderverdeelstation                                                                 |
| Winkel- en Woonhuis                                                                 | 1886               |                                     | Voorhaven 4                                                                                    |                               | 0599/(nieuw 2021) | Winkel- en Woonhuis                                                                 |
| Voormalig bedrijfsgebouw van Schelling’s Oliehandel                                 | 1916               |                                     | Voorhaven 51                                                                                   |                               | 0599/(nieuw 2021) | Voormalig bedrijfsgebouw van Schelling’s Oliehandel                                 |
| Trost                                                                               | 1910               |                                     | Westzeedijk 497                                                                                | 51° 54' 17" NB, 4° 27' 25" OL | 0599/E-240        | Trost                                                                               |
| Gemaal Parksluizen                                                                  | 1964               |                                     | Willem Buytewechstraat 33                                                                      |                               | 0599/(nieuw 2021) | Gemaal Parksluizen                                                                  |
| Vm. School met den bijbel in Amsterdamse Schooltrant stijl                          | 1926               | Hoogeveen,C. ?                      | Zoutziedersstraat 18-20                                                                        | 51° 54' 52" NB, 4° 26' 35" OL | 0599/E-373        | Vm. School met den bijbel in Amsterdamse Schooltrant stijl                          |